# Diamagnétisme

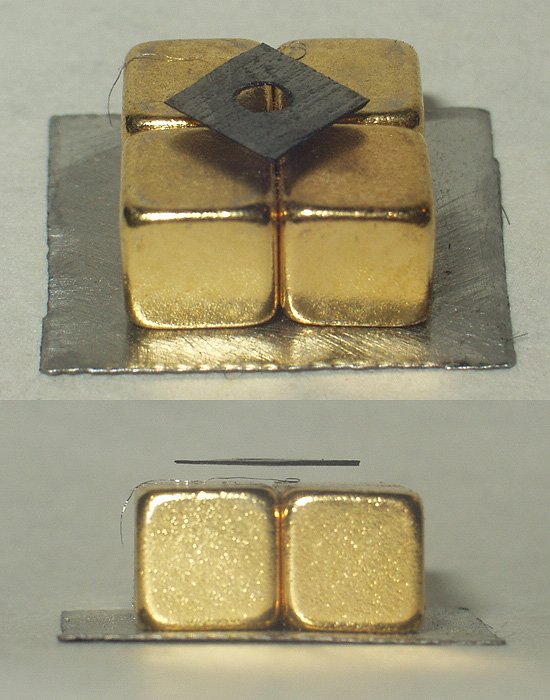
Démonstration de la lévitation du carbone pyrolytique au-dessus d'aimants permanents. Le carbone pyrolitique étant un matériau similaire au graphite, est donc un des matériaux possédant l'une des plus grandes susceptibilités diamagnétiques connues.

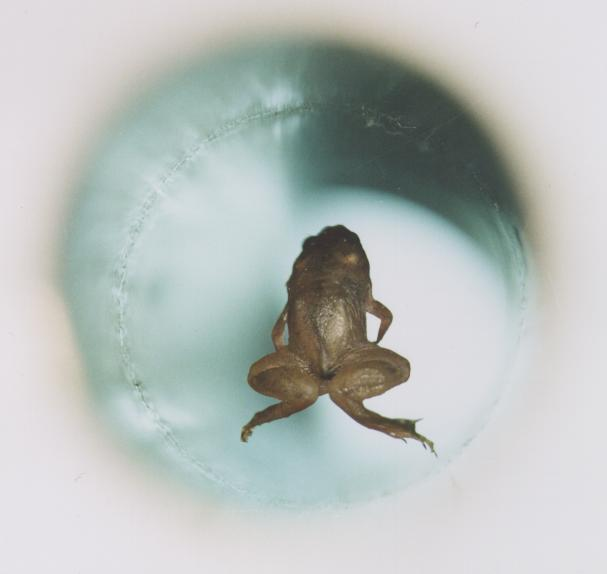
Lévitation d'une grenouille vivante dans un champ magnétique de 16 teslas.

Le diamagnétisme est un comportement des matériaux qui les conduit, lorsqu'ils sont soumis à un champ magnétique, à créer une très faible aimantation opposée au champ extérieur, et donc à engendrer un champ magnétique opposé au champ extérieur. Lorsque le champ n’est plus appliqué, l’aimantation disparaît. 
Le diamagnétisme est un phénomène qui apparaît dans toute la  matière baryonique, mais dans la plupart des cas, il est masqué par les effets du paramagnétisme ou du ferromagnétisme lorsque ceux-ci coexistent avec lui dans le matériau.

## Description
| Matériau           | {\displaystyle \chi } |
| ------------------ | --------------------- |
| Bismuth            | -16,6×10-5            |
| Mercure            | -2,9×10-5             |
| Or                 | -2,8×10-5             |
| Argent             | -2,6×10-5             |
| Carbone (diamant)  | -2,1×10-5             |
| Plomb              | -1,8×10-5             |
| Carbone (graphite) | -1,6×10-5             |
| Cuivre             | -1,0×10-5             |
| Eau                | -0,91×10-5            |

Le diamagnétisme est une propriété générale de la matière atomique (matière constituée d'atomes), qui provoque l'apparition d'un champ magnétique faible dans le matériau, opposé à un champ magnétique appliqué. L'origine du diamagnétisme est un phénomène quantique (quantification de Landau), pouvant être expliqué par la modification du mouvement orbital des électrons autour du noyau atomique.
La susceptibilité magnétique des matériaux diamagnétiques est très faible et négative, autour de -10-5 ou -10-6. Le champ magnétique induit par ce phénomène est donc très faible.
L'eau est diamagnétique. La plupart des corps étant composés d'eau, comme les animaux, il est possible de faire léviter par exemple une souris, une grenouille, un humain dans un champ magnétique très fort. L'expérience a été faite avec une grenouille vivante (voir illustration ci-contre),. Théoriquement un corps humain pourrait léviter de la même manière dans un champ magnétique très puissant, mais difficile à obtenir. Cependant cela n'a jamais été réalisé, d'autant que des conséquences dommageables sur l'organisme ne peuvent être exclues.
La susceptibilité d'un matériau diamagnétique reste constante quand la température varie. C'est une différence majeure avec les matériaux paramagnétiques, qui ont une susceptibilité positive plus importante et qui diminue lorsque la température augmente.

## Théorie semi-classique
On ne peut expliquer le diamagnétisme rigoureusement que par la théorie quantique. Cependant, on peut utiliser une approche semi-classique, qui permet de comprendre le phénomène sans pour autant aller jusqu’à étudier la théorie quantique.
On considère un électron se déplaçant sur une orbite circulaire de rayon {\displaystyle r}, avec une vitesse {\displaystyle v}.
On applique un champ {\displaystyle \mathbf {B} } sur le système. D’après la loi de Lenz, si on considère le cercle comme une spire de courant, un flux magnétique {\displaystyle \Phi } est créé, traversant le circuit, et induisant une force électromotrice {\displaystyle \varepsilon =-{\frac {\mathrm {d} \Phi }{\mathrm {d} t}}} dans le circuit. Cette force électromotrice équivaut à un champ électrique qui freine l’électron.
La diminution de la vitesse de l’électron entraîne une diminution du moment magnétique {\displaystyle {\vec {m}}}, d’amplitude
{\displaystyle \Delta \mathbf {m} =-{\frac {e^{2}r^{2}}{4m_{e}}}\mathbf {B} }.
Dans le cas d’un atome, on a Z électrons gravitant sur des orbites sphériques autour du noyau.
On a donc
{\displaystyle \Delta \mathbf {m} =-{\frac {e^{2}Z\langle r^{2}\rangle }{6m_{e}}}\mathbf {B} },
avec {\displaystyle \langle r^{2}\rangle } la valeur moyenne du carré du rayon des différentes orbites.
Enfin, on peut calculer la susceptibilité magnétique. Avec {\displaystyle N/V} atomes par unité de volume, on a :
{\displaystyle \chi =-{\frac {\mu _{0}e^{2}}{6m_{e}}}\left(Z{\frac {N}{V}}\right)\langle r^{2}\rangle }.
Cette contribution est découverte par Paul Langevin en 1905.

## Gaz d'électrons libres
Un gaz d'électrons libres dilué comme dans le cas d'un gaz d'électrons conducteur dans un métal présente une susceptibilité négative différente du diamagnétisme atomique présenté ci-dessus. Les deux contributions sont présentes dans un métal. 
Ce phénomène était prédit par Lev Landau, on parle donc de diamagnétisme de Landau. Sous l'effet d'un champ magnétique, l'énergie des électrons est perturbée.
Pour étudier ce phénomène, il faut incorporer dans l'hamiltonien du système le champ magnétique {\displaystyle \mathbf {B} } défini tel que {\displaystyle \mathbf {B} =\nabla \times \mathbf {A} }, avec {\displaystyle \mathbf {A} } le potentiel vecteur du champ magnétique. On supposera dans la suite que le champ {\displaystyle \mathbf {B} } est parallèle à l'axe {\displaystyle z}.
L'équation de Schrödinger indépendante du temps pour un électron de masse effective {\displaystyle m^{*}} soumis à un champ {\displaystyle \mathbf {B} } constant s'écrit donc : 
{\displaystyle {\frac {1}{2m^{*}}}\left({\frac {\hbar }{i}}\nabla +e\mathbf {A} (\mathbf {r} )\right)^{2}\psi (\mathbf {r} )=E\psi (\mathbf {r} )}.
Si nous choisissons la jauge de Landau : {\displaystyle \mathbf {A} =(0,x|\mathbf {B} |,0)}, nous obtenons alors que la solution de l'équation de Schrödinger aura une forme {\displaystyle \psi (\mathbf {r} )=u(x)\exp[i(k_{y}y+k_{z}z)]}. 
L'énergie de l'électron sera donc de la forme : 
{\displaystyle E=\left(n+{\frac {1}{2}}\right)\hbar \omega _{\rm {c}}+{\frac {\hbar ^{2}k_{z}^{2}}{2m^{*}}}} avec {\displaystyle \omega _{\rm {c}}={\frac {e|\mathbf {B} |}{m^{*}}}} la fréquence cyclotron.
On reconnaît dans le premier terme l'expression de l'énergie d'un oscillateur harmonique. L’énergie est quantifiée sur le nombre quantique {\displaystyle n} à {\displaystyle k_{z}} fixe. La susceptibilité de Landau peut être retrouvée grâce à la physique statistique. 
Effectivement, grâce à la fonction de partition pour un électron {\displaystyle {\mathcal {Z}}}, et sachant que l’aimantation est :
{\displaystyle M=-Nk_{\rm {B}}T{\frac {\partial {\mathcal {Z}}}{\partial B}}},
on trouve que la susceptibilité de Landau vaut :
{\displaystyle \chi _{\rm {Landau}}=-{\frac {1}{3}}\chi _{\rm {Pauli}}=-\mu _{0}{\frac {\mu _{\rm {B}}^{2}}{2E_{\rm {F}}}}{\frac {N}{V}}},
avec {\displaystyle E_{\rm {F}}} l'énergie de Fermi et {\displaystyle \chi _{\rm {Pauli}}} la susceptibilité paramagnétique de Pauli.

## Supraconductivité
Les supraconducteurs peuvent être considérés comme des matériaux diamagnétiques parfaits de susceptibilité magnétique -1. Tout champ magnétique entraîne en son sein des super-courants sans apport d'énergie du fait de l'absence de résistance électrique. Ces super-courants créent un champ magnétique qui compense exactement le champ magnétique extérieur à l'intérieur du supraconducteur. Cette propriété est utilisée pour réaliser la lévitation magnétique des supraconducteurs.